# Muttergottesberg

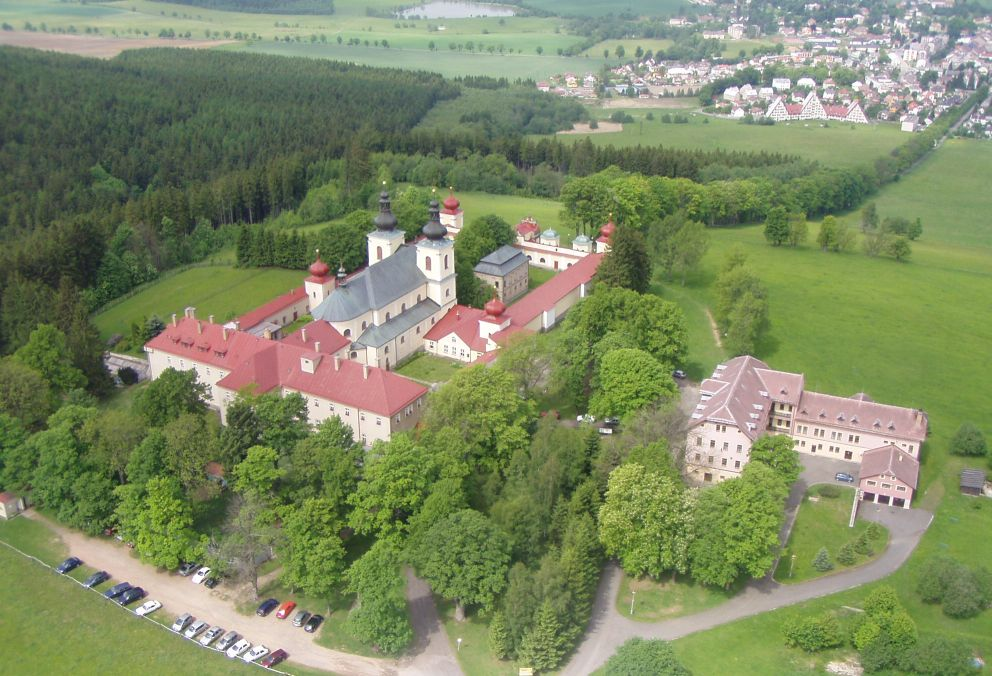
Luftaufnahme des Klosters (2009)

Muttergottesberg (tschechisch Hora Matky Boží) ist die Bezeichnung sowohl für einen Berg auf dem Gebiet der Stadt Králíky (Grulich) im Okres Ústí nad Orlicí im Pardubický kraj in Tschechien als auch für die darauf befindliche Klosteranlage mit einer Wallfahrtskirche.

## Lage
Der Muttergottesberg (vormals Kahler Berg) ist eine Erhebung im Hannsdorfer Bergland. Die Klosteranlage an der höchsten Stelle des Berges ist 1,9 km vom Marktplatz von Grulich entfernt, der in einer Höhe von 574 m liegt. Vom Stadtrand führt ein gerader, etwa einen Kilometer langer, baumbestandener Weg zum Kloster, das auch über eine Fahrstraße über den Stadtteil Dolní Hedeč (Niederheidisch) zu erreichen ist.

## Beschreibung

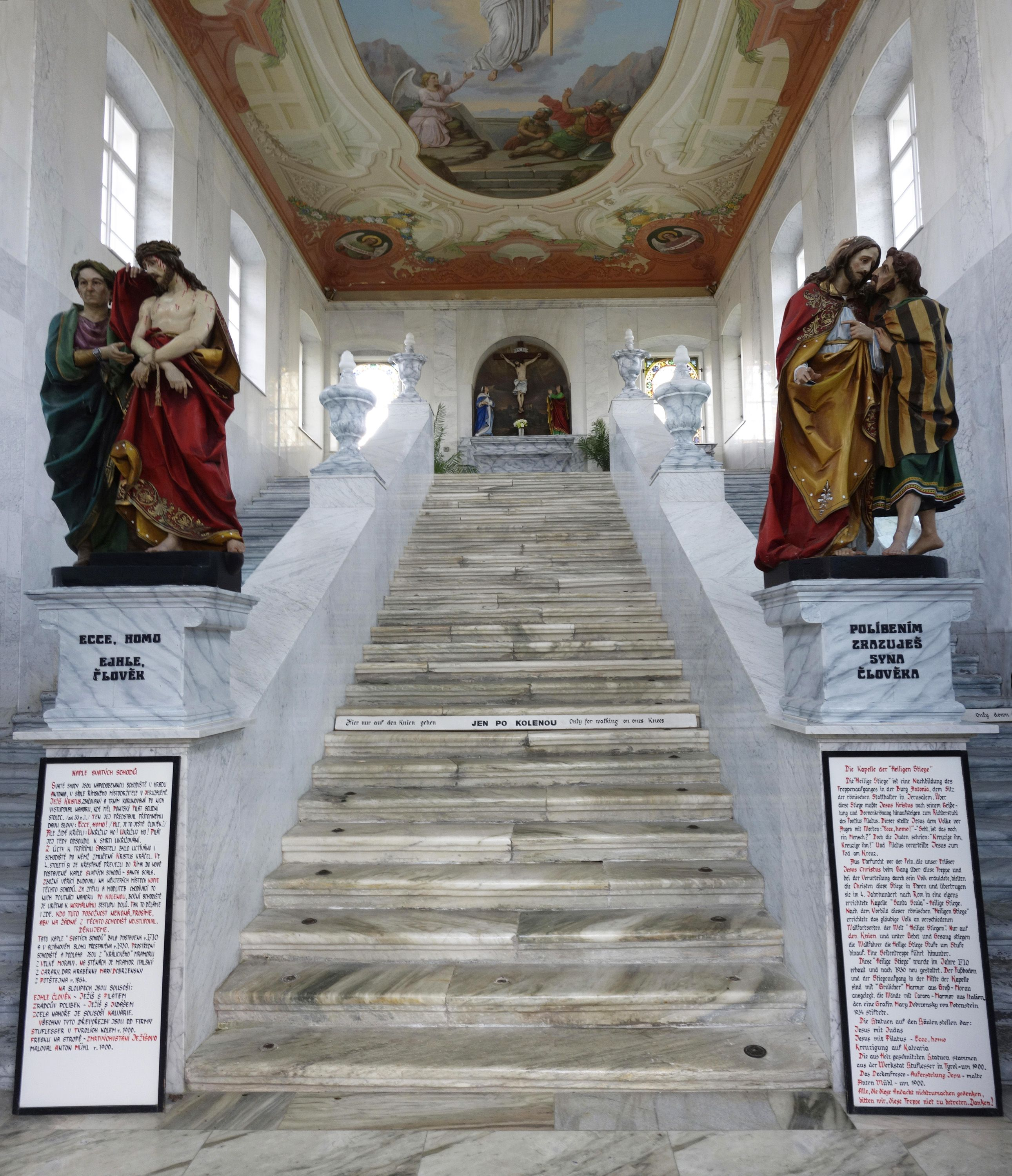
Die Heilige Treppe

Die Anlage besteht aus dem zweigeschossigen Klostergebäude auf kreuzförmigem Grundriss, an das sich nach Nordwesten die Wallfahrtskirche anschließt. Von ihr ausgehend umschließt ein Kreuzgang eine Fläche von 65 m × 55 m, auf der ein weiteres Gebäude steht, das den Nachbau der Heiligen Treppe aus dem Lateran in Rom enthält. Der Kreuzgang trägt an seinen vier Ecken kleine Zwiebeltürme, die zusammen mit den beiden Kirchtürmen und dem Dachreiter auf dem Chor der Kirche die Zahl Sieben ergeben. Die Sieben spielt auch eine Rolle an der Treppe vom Ende des Weges von der Stadt zum Prachtportal am Kreuzgang; sie hat, an die Sieben Schmerzen Mariens erinnernd, siebenmal sieben Stufen. Am Weg von der Stadt finden sich mit dem unteren Eingangstor und den beiden Bauten am Fuß der Treppe sieben Kapellen.
Die Wallfahrtskirche ist ein dreischiffiger Hallenbau mit einer halbrunden Apsis. In dem architektonisch schlicht gehaltenen Raum heben sich der Hochaltar sowie die Nebenaltäre und die Kanzel ab. Sie sind in dunklem Zedernholz gehalten und tragen Statuen von böhmischen Heiligen und von solchen der ehemals ansässigen Orden, die von Grödener Schnitzern angefertigt wurden. Das Hauptgemälde des Altars zeigt die Krönung Mariens. Herzstück aber ist das Gnadenbild der Wallfahrt, eine Kopie der Madonna „Salus populi Romani“ aus der Basilika Santa Maria Maggiore in Rom. Es ist mit Silberblech und einer Goldkette verziert.
Der Kreuzgang enthält eine wertvolle Sammlung der Bildhauerei und der Schnitzerei der Barockzeit.
Der Klosteranlage benachbart befindet sich das Pilgerheim. Es bietet 90 Betten und weitere 30 Schlafplätze im Matratzenlager.

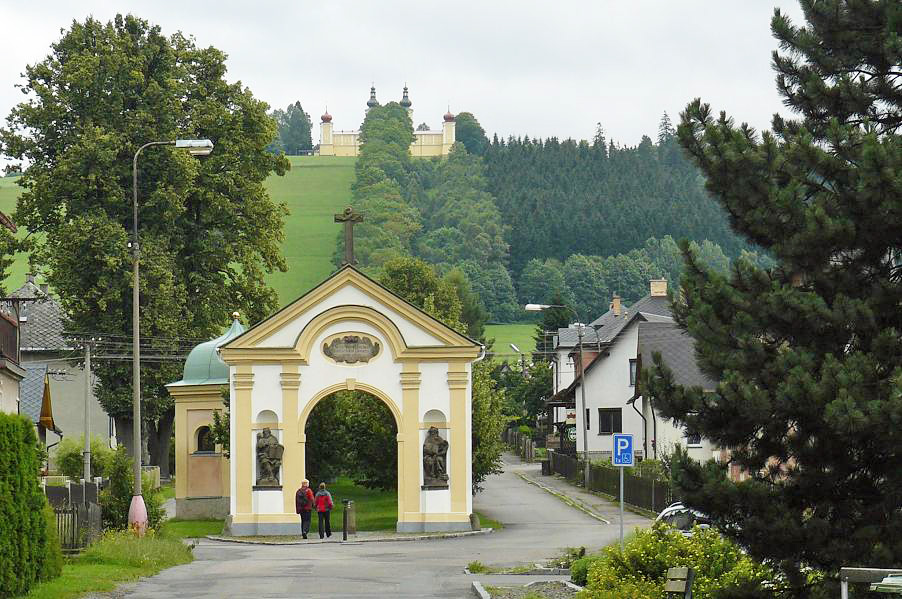
Beginn des Aufstiegs
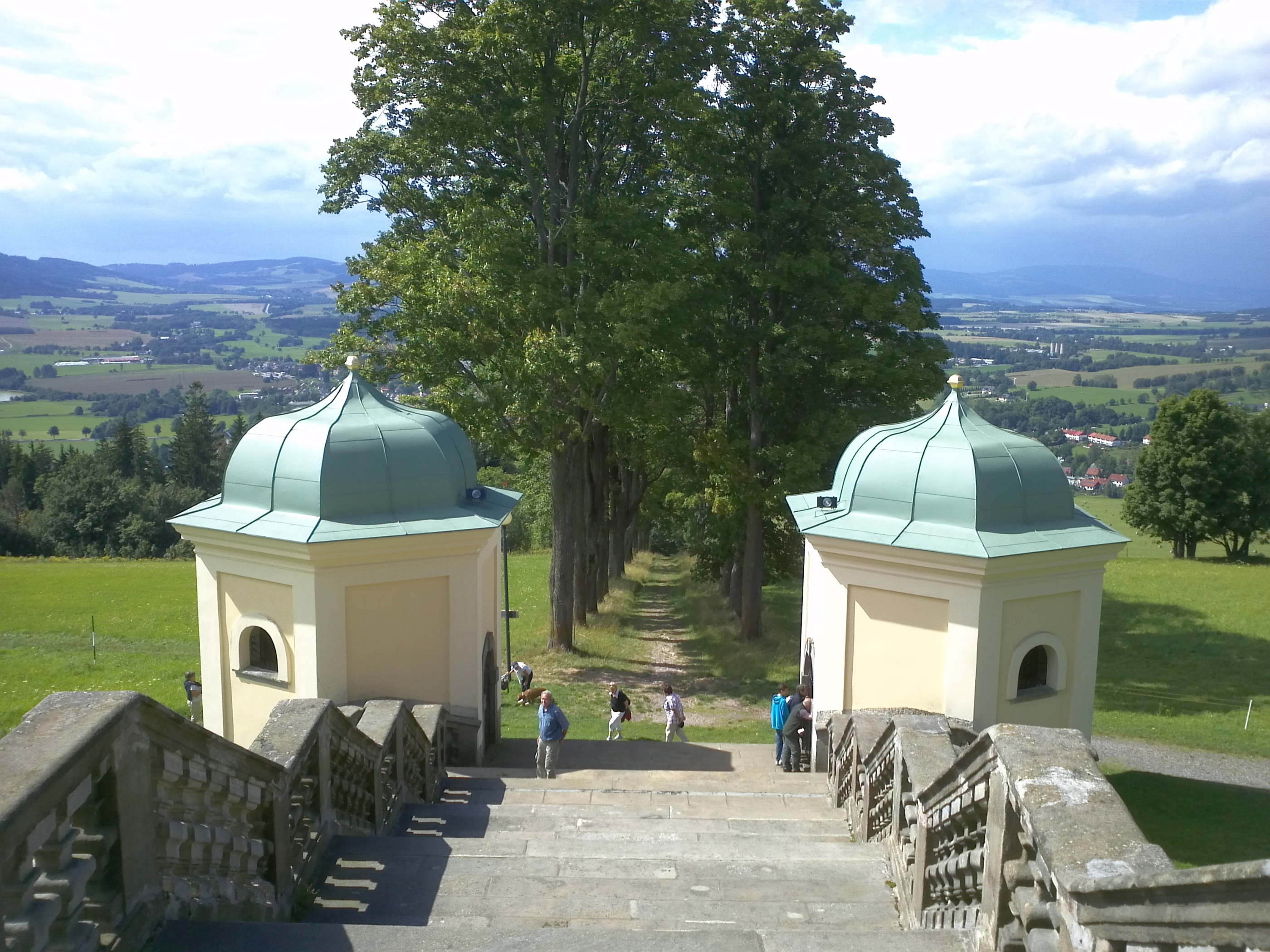
Treppe zum Kreuzgang
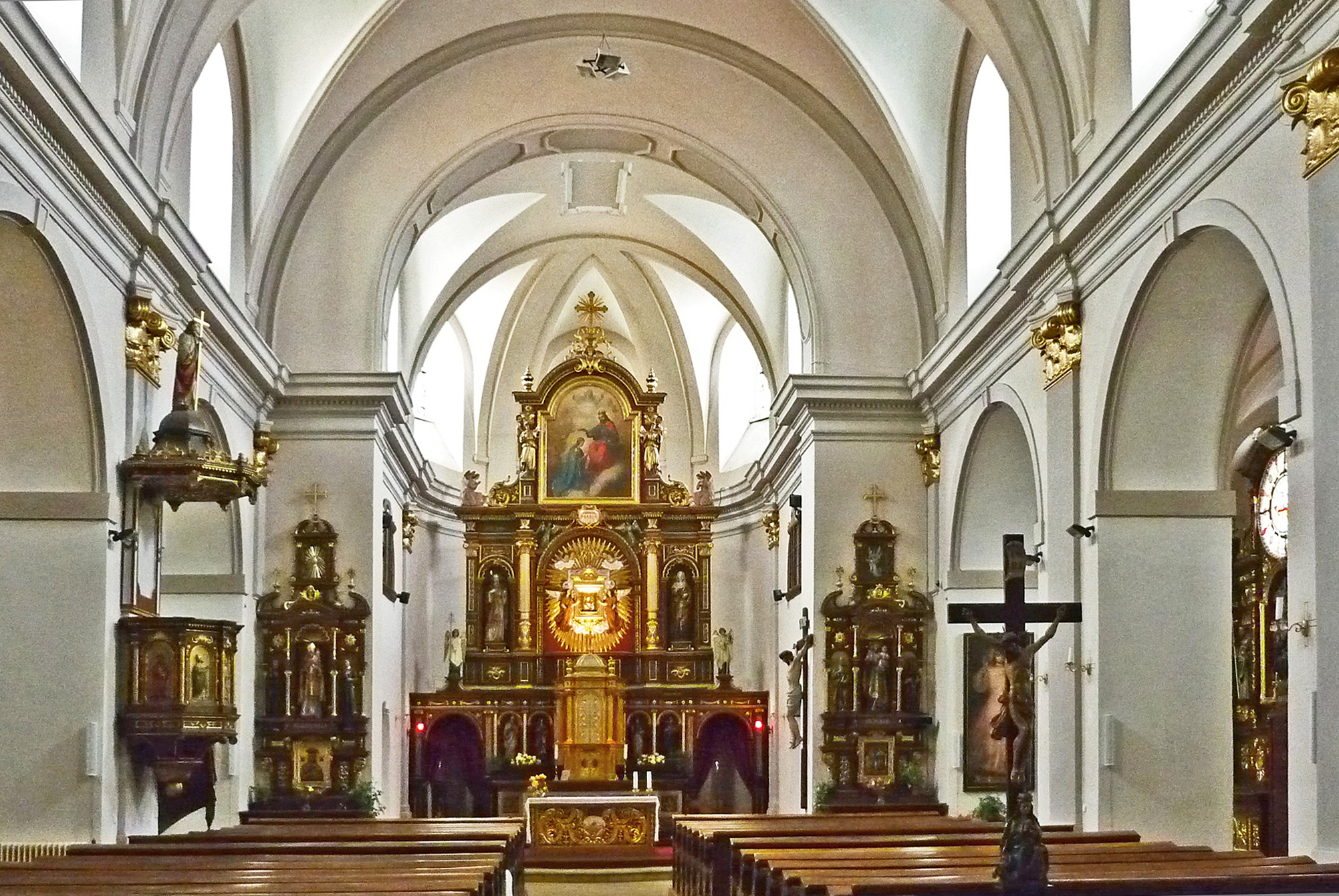
Kirchenschiff
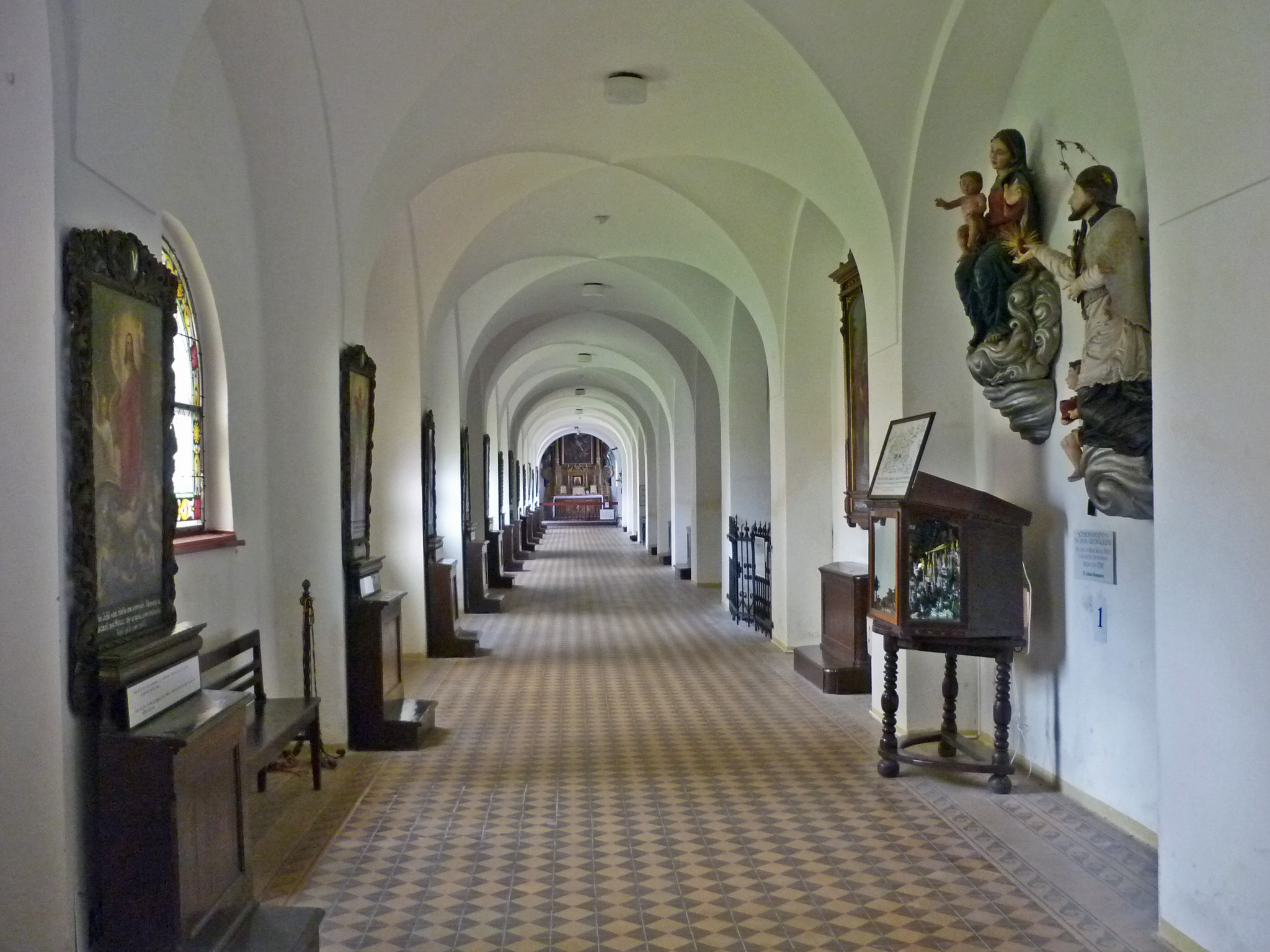
Kreuzgang
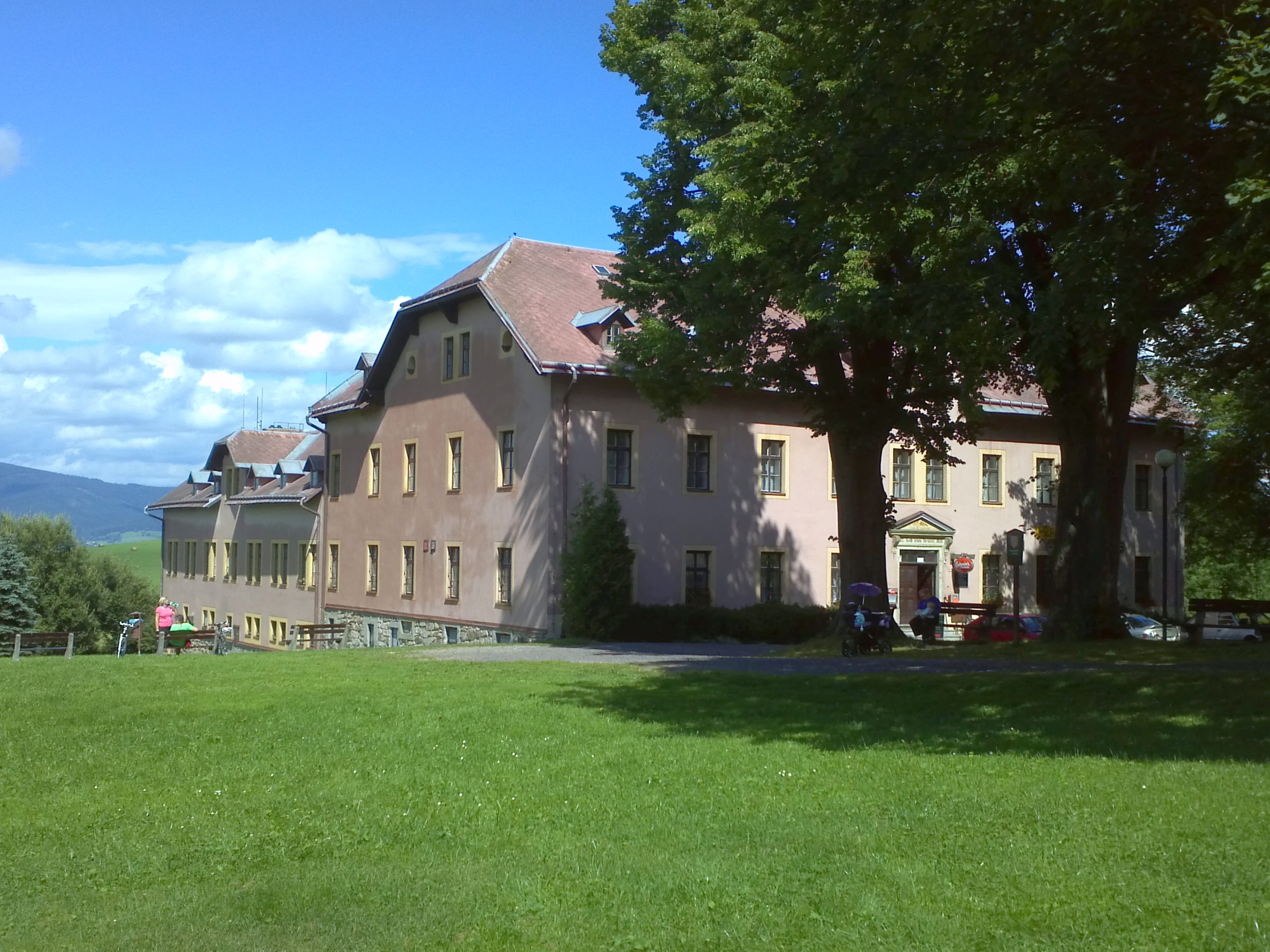
Pilgerhaus

## Geschichte
Der aus Grulich stammende spätere Bischof von Königgrätz, Tobias Johannes Becker (1649–1710), studierte in Prag Katholische Theologie. Um für seinen Heimatort eine Wallfahrt zu begründen, schlug er auf dem Kahlen Berg die Errichtung einer Wallfahrtskirche vor, was mit Unterstützung des Grulicher Grundherrn Michael Wenzel von Althann d. J. von 1696 bis 1700 auch geschah. Becker spendete das Gnadenbild, ein Geschenk der Gräfin Putzard von Slatiňany bei Chrudim, wo er als Erzieher ihrer Enkelsöhne tätig gewesen war.
Der 1710 fertiggestellte Klosterbau wurde vom Orden der Serviten bezogen, bei dem die Marienverehrung an hoher Stelle steht. Die Serviten machten den Muttergottesberg zu einem bedeutenden Wallfahrtsort; 1728 kamen 152.000 Wallfahrer. Auch die Restriktionen gegen Wallfahrten durch Kaiser Joseph II. gegen Ende des 18. Jahrhunderts überstand der Muttergottesberg.

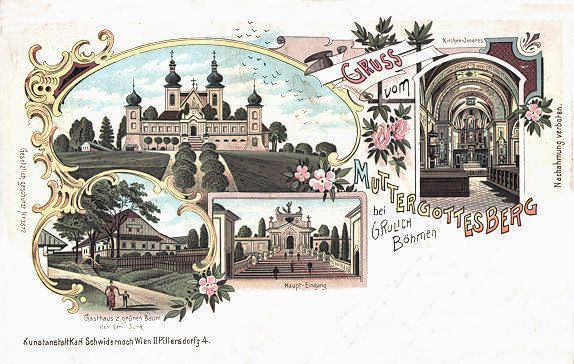
Grußkarte vom Muttergottesberg, um 1900

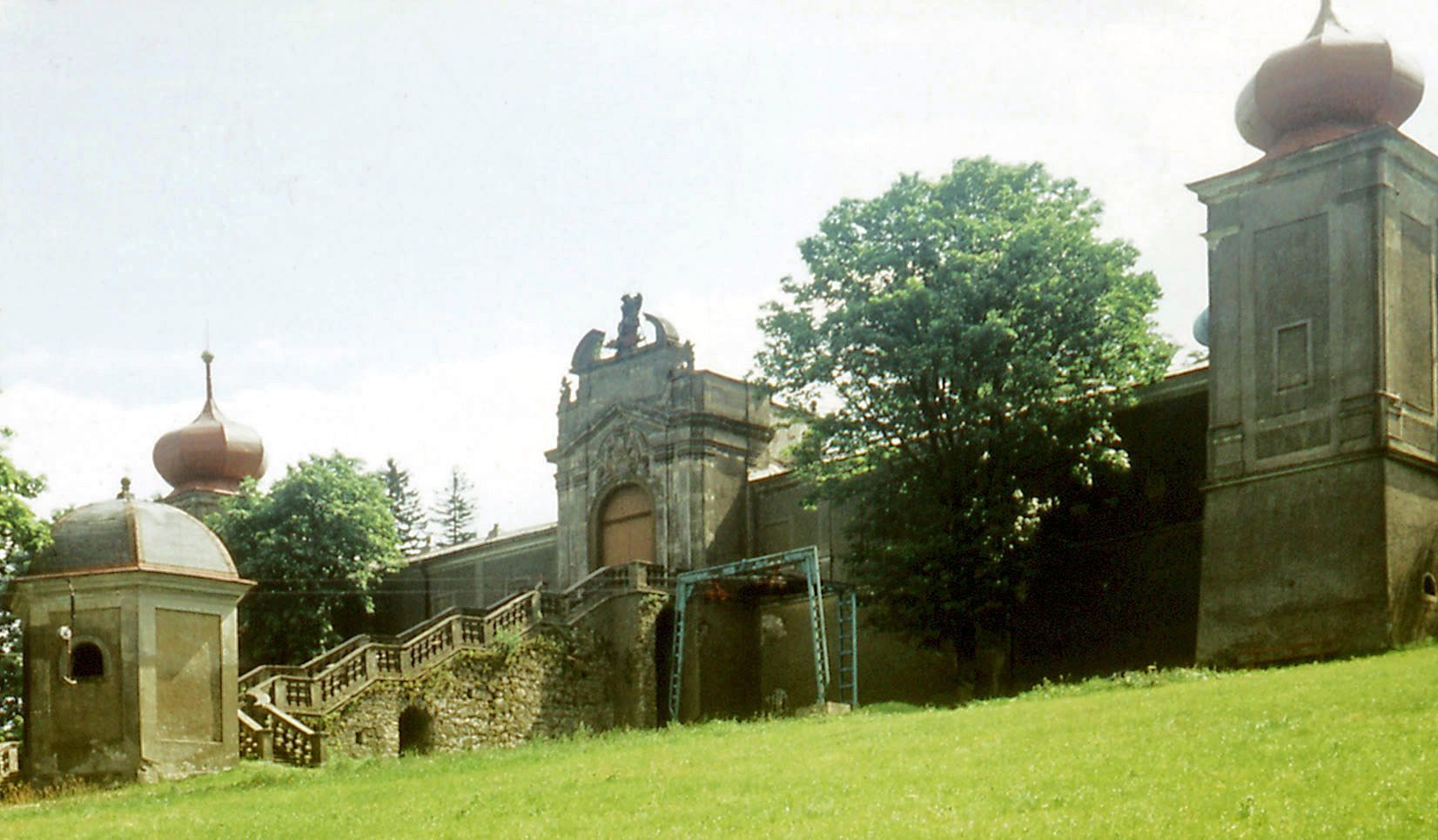
Auf dem Muttergottesberg 1976

1846 brannten nach einem Blitzschlag Kirche und Kloster nieder. Bereits nach einem Jahr konnte die Kirche wieder geöffnet werden. Die innere Ausschmückung, wie sie heute noch existiert, entstand zum Ende des 19. Jahrhunderts.
1883 übernahm der Orden der Redemptoristen den Muttergottesberg. Die Redemptoristen kauften 1901 das Pilgerheim, das sie renovierten und erweiterten.
Einen Einbruch erlitten die Wallfahrten nach dem Zweiten Weltkrieg durch die Vertreibung der Deutschen und die Machtübernahme durch die Kommunistische Partei der Tschechoslowakei 1948. Als 1950 im Rahmen der Aktion K in der Tschechoslowakei alle Klöster aufgehoben wurden, wurde das Kloster auf dem Muttergottesberg für die Öffentlichkeit geschlossen und über zehn Jahre als Auffanglager für die Redemptoristen genutzt, die unter unmenschlichen Bedingungen lebten und in der Landwirtschaft schwer arbeiten mussten. Mehr als 500 Ordensleute und Diözesanpriester waren zwischen 1950 und 1961 im Lager Králiky interniert. An sie erinnert eine Gedenkstätte.
1965 wurde das Klostergebäude von der Tschechischen Katholischen Caritas übernommen, die hier Marienschwestern von der Unbefleckten Empfängnis unterbrachte, die bis 2002 blieben. Seit 1968 ist der Wallfahrtsort der Öffentlichkeit wieder zugänglich. 1989 wurde das Kloster an die Redemptoristen zurückgegeben.
Als der Postbeamte Franz Jentschke (* 1925 in Zöllnei bei Grulich) 1988 seine alte Heimat besuchte, fand er die Bausubstanz auf dem Muttergottesberg in einem sehr schlechten Zustand, insbesondere die Kapellen am Zugangswege. 1989 initiierte er auf eigene Kosten die ersten Reparaturen an ihnen und es wurden Spenden gesammelt. Nach der politischen Wende in der Tschechoslowakei kam es auch zur Zusammenarbeit mit staatlichen Stellen bei der Restaurierung der Anlagen auf dem Muttergottesberg. 1993 gründete Jentschke die Muttergottesberg-Stiftung mit dem Stiftungskapital von 100.000 DM, das 2005 auf 524.028 Euro angewachsen war. Durch Mittel der Stiftung, des Ordens der Redemptoristen (Pilgerheim) und insbesondere durch staatliche Mittel sind die Anlagen auf dem Muttergottesberg wieder in sehr gutem Zustand, allerdings ohne Redemptoristen, die das Kloster 2013 verließen. Jentschke erhielt 1996 das Bundesverdienstkreuz und wurde 2004 zum Ehrenbürger von Grulich ernannt. Franz Jentschke starb am 21. März 2018 in Bremen.